# القرش (فلم)
فيلم القرش فيلم مصري من إنتاج 1981م، بطولة حسين فهمي وشويكار، إنتاج رسلان فيلم وإخراج إبراهيم عفيفي .

## قصة الفيلم:
المعلم الضبع يخطف الطفلة تفاحة لعدم استطاعة والدها عطوة أحد أعوانه سدد دين، تعيش تفاحة مع القوادة سكينة ويعتدي الضبع عليها ويتم القبض عليه كتاجر مخدرات، يشتد المرض بسكينة فتعطي تفاحة ما تملكه من مال ومصوعات قبل وفاتها، تعمل تفاحة بتجارة المخدرات وتنافس المعلم أبو سريع، يحاول الدكتور نديم أن يبعد أهل الحي عن تعاطي المخدرات، لكنه يقتل وتتفق معه تفاحة ضد المعلم أبو سريع.

## وصلات خارجية
- مقالات تستعمل روابط فنية بلا صلة مع ويكي بيانات